# フレン・ロベテ
フレン・ロペテ・シエンフエゴス（Julen Lobete Cienfuegos, 2000年9月18日 - ）は、スペイン・レソ出身のサッカー選手。FCアンドラ所属。ポジションはFW。

## クラブ経歴
レアル・ソシエダのBチームから2021年にトップチームに帯同。2021年8月15日、FCバルセロナとの開幕戦で途中出場からトップチームデビューを果たし、いきなりゴールを決めた。
2022年7月26日、4年契約でセルタ・デ・ビーゴに加入することが発表された。ただし、加入後2シーズンはBチームでの登録となる。2日後の28日、エールディヴィジのRKCヴァールヴァイクに1シーズンの間レンタル移籍することが決定した。

## 代表経歴
2021年11月12日、U-21 EUROヨーロッパ予選のU-21マルタ代表との試合でU-21スペイン代表デビューと初ゴールを挙げた。